# Тридцять три Орієнтальці

Прапор Тридцяти Трьох Орієнтальців

Тридцять Три Орієнтальці (ісп. Treinta y Tres Orientales) — назва людей, які під проводом Хуана Антоніо Лавальєхи, вирушили в подорож у 1825 році, щоб визволити територію Уругваю від бразильської окупації.
На їхню честь названо місто (Трейнта-і-Трес), департамент Уругваю (департамент Трейнта-і-Трес), вулиця в Буенос-Айресі (вул. Трейнта-і-Трес-Орієнталес).
Група була також відома як Тридцять три безсмертних.

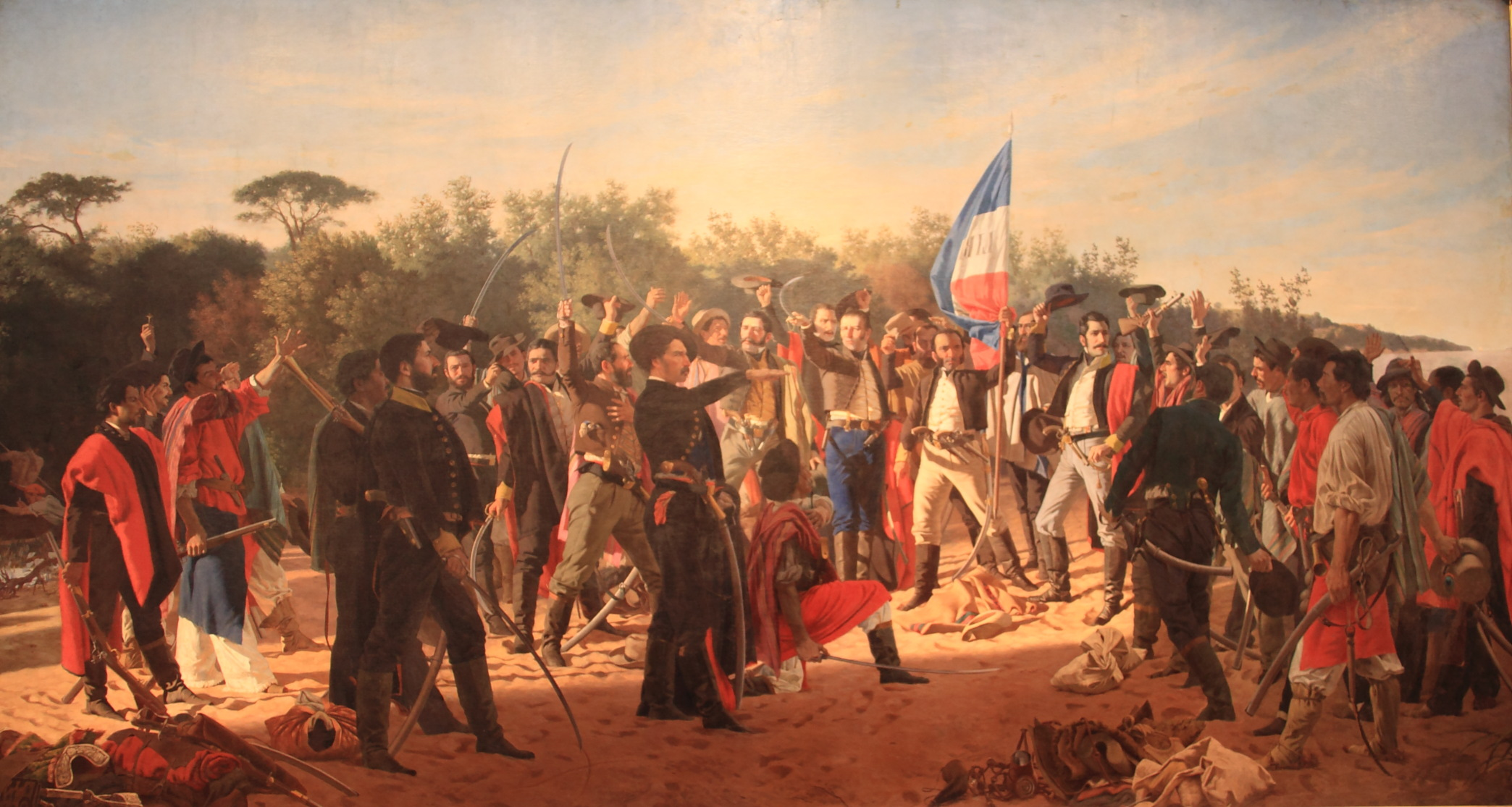
Присяга Тридцяти Трьох Оріентальців, Хуан Мануель Бланес, 1877